# Włodzimierz Godlewski (archeolog)
Włodzimierz Godlewski (ur. 15 października 1945 w Miodusach Wielkich) – polski historyk, archeolog, prof. dr hab. 

## Życiorys
Jeden z pionierów nubiologii. Absolwent Uniwersytetu Warszawskiego (mgr. archeologii śródziemnomorskiej 1969, mgr. egiptologii 1971), uczeń Kazimierza Michałowskiego. Pracę doktorską obronił w 1976 roku, stopień doktora habilitowanego uzyskał w 1986, a tytuł naukowy profesora w 1992. Uczestniczył w badaniach polskiej misji w Starej Dongoli w Sudanie. Zajmuje się archeologią śródziemnomorską, głównie Egiptu i Nubii chrześcijańskiej. Kierownik Zakładu Archeologii Egiptu i Nubii w Instytucie Archeologii UW. Kierownik Polskiej Misji Archeologicznej w Naqlun (Klasztor Archanioła Gabriela, Deir el Malaq Ghubrail).

## Wybrane publikacje
- Les baptistéres nubiens = Baptysteria nubijskie i ich geneza, trad. du pol. Zsolt Kiss, Varsovie: Éditions Scientifiques de Pologne 1979.
- Le Monastère de St. Phoibammon, trad. du pol. Zsolt Kiss, Varsovie: Éditions Scientifiques de Pologne 1986.
- Sztuka koptyjska: wystawa, Warszawa 1984, Kraków: „GT Urania” 1988.
- Coptic Studies: acts of the third International Congress of Coptic Studies, Warsaw, 20-35 August, 1984, ed. by Włodzimierz Godlewski, Varsovie: PWN 1990.
- Galeria Faras: przewodnik = The Faras Gallery : guide, Warszawa: Muzeum Narodowe 1993.
- Pachoras: the Cathedrals of Aetios, Paulos and Petros: the architecture, transl. Iwona Zych, Warsaw: Warsaw University Press 2006.
- Between the cataracts: proceedings of the 11th Conference of Nubian Studies, Warsaw University, 27 August - 2 September 2006. Part 2, fasc. 1, Session papers, ed. Włodzimierz Godlewski, Adam Łajtar, Warsaw: Warsaw University Press 2010.
- Between the cataracts: proceedings of the 11th Conference of Nubian Studies, Warsaw University, 27 August - 2 September 2006. Part 2, fasc. 2, Session papers, ed. Włodzimierz Godlewski, Adam Łajtar, Warsaw: Warsaw University Press 2010.
- Dongola: ancient Tungul: archaeological guide, Warsaw: Polish Centre of Mediterranean Archaeology. University of Warsaw 2013 (Open Access).